# Plíseň šedá
Plíseň šedá (Botrytis cinerea) je nepohlavní stadium životního cyklu hub Botryotinia fuckeliana, které se rozmnožují výhradně nepohlavně.
Je známo přibližně 50 druhů rodu Botrytis, přičemž B. cinerea má nejširší okruh hostitelů.
Identifikace plísně šedé není obtížná. Vytváří zpočátku bílý až šedý, později šedohnědý povlak, povrchové nebo intramatrikální hyfy jsou hyalinní (průsvitné) až hnědé. Konidiofory jsou přímé bezbarvé, s přibývajícím stářím hnědnou. Ve vrcholové části se dichotomicky větví a tvoří jednobuněčné (výjimečně dvoubuněčné až tříbuněčné) vejčité až kulovité konidie.

## Výskyt
Choroba napadá zejména oslabené rostliny ve všech fázích vývoje a bez výběru druhů (je polyfágní). Na poškozených výhoncích starších rostlin se objevují měkké tmavé, vodnaté a rychle se rozšiřující skvrny, které za krátký čas hnědnou a pokrývají se šedivým povlakem plodnic. Plíseň šedá se šíří především ve vlhkém prostředí nebo za deštivého počasí. K infikování je nezbytné ovlhčení rostliny nebo vysoká vlhkost vzduchu (přes 85 %).
Mezi nejvýznamnější hostitele náleží réva vinná. V náchylnosti odrůd jsou významné rozdíly. Významné škody může plíseň šedá působit i na množitelském materiálu a ve školkách.
Na výsevu je častým původcem padání klíčních rostlin (Calceolaria, Cyclamen, Exacum), pokud je RVV (relativní vlhkost vzduchu) příliš vysoká nebo půda či semena byla infikována. Napadené rostliny buď vadnou a padají, nebo se těsně nad povrchem půdy na hypokotylu vytvoří vodnaté hnědnoucí hnilobné léze.

## Ochrana
Agrotechnické zásady

Včasná likvidace posklizňových zbytků a rostlinného odpadu. Výsadba s dostatečným sponem. Nepřehnojování dusíkem. Dezinfikování půdy v pařeništi a skleníku. Odstraňování napadených rostlin nebo jejich částí.
Chemická ochrana

Ochrana spočívá v moření osiva, v preventivním postřiku potenciálně ohrožených porostů fungicidem a v používání organických fungicidů.
Doporučované přípravky
 TELDOR 500 SC (přípravek specificky proti plísni šedé), AMIS, AMISTAR, AMYLO-X WG, AZOGUARD AZT 250 SC, CANTUS, COMMODOR, CONCLUDE AZT 250 SC, GRISU, KENJA, LUNA PRIVILEGE, LUNA SENSATION, MERPAN 80 WG, MINOS, MIRADOR, MOON PRIVILEGE, POLYVERSUM, POLYVERSUM – BIOGARDEN, PROLECTUS, SCALA, SERENADE ASO, SERIFEL, SFERA 535 SC, SIGNUM, SWITCH, SYSTIVA, TAEGRO, TOPREX, TRESO, ZAFTRA AZT 250 SC. Uvádění na trh a používání přípravků Dithane DG Neotec a Dithane M 45 bylo ukončeno k 4. lednu 2022, protože obsahují účinnou látku mancozeb.

## Vinařství

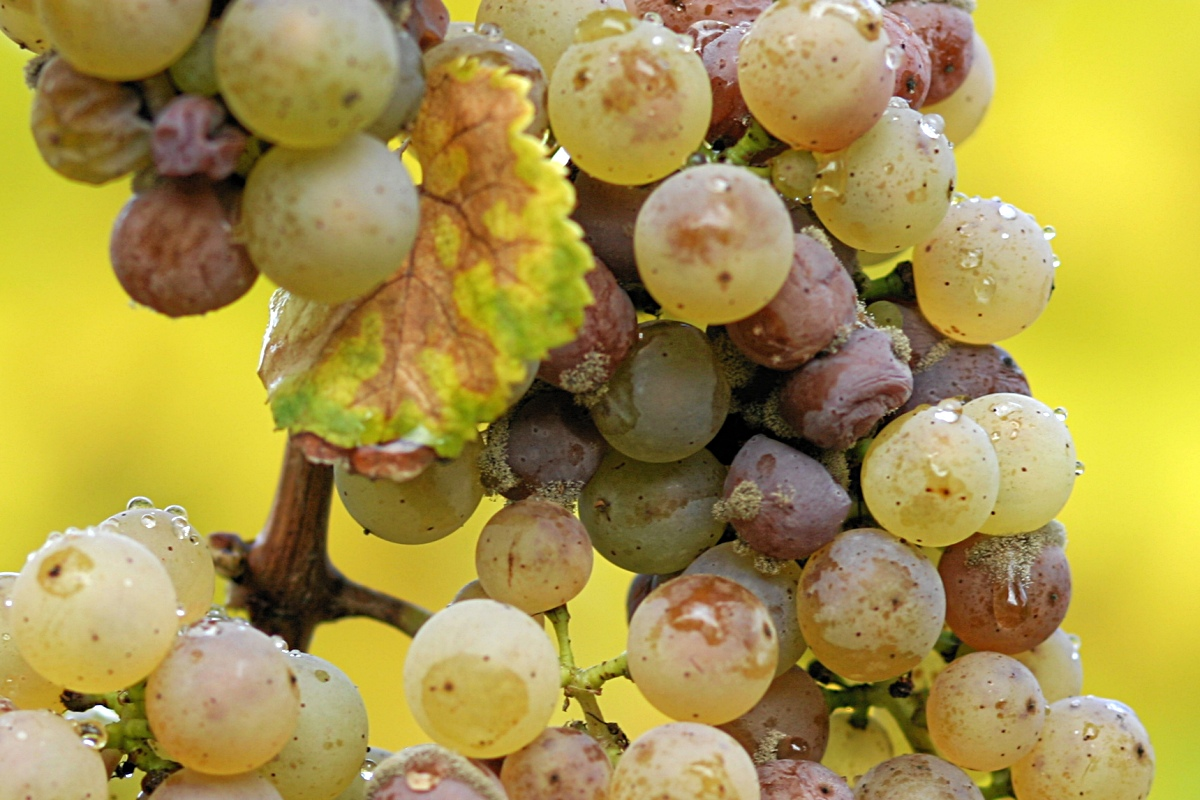
Botrytis cinerea na hroznech Ryzlinku

V oblastech, kde se pěstují bílé odrůdy révy vinné, se Botrytis cinerea neboli botrytida nazývá ušlechtilou plísní. Protože snižuje obsah vody v hroznu, zvyšuje se obsah cukru v hroznu, acidita, viskozita a celková chuť, takže vznikne sladké, rozplývající se a šťavnatě aromatické víno. Ke vzniku botrytidy je optimální vlhkost s následujícím slunečním svitem, což je typické pro mlhavá podzimní rána. Hyfy tak mohou perforovat slupku bobulí, dužnina však zůstává nedotčena. Plíseň se postupně rozšíří po celém hroznu, až se bobule nakonec scvrknou. Protože nástup ušlechtilé hniloby není nikdy pravidelný, je třeba hrozny sbírat výběrově – vinohradem se často musí projít několikrát. To vysvětluje vysoké výrobní náklady a relativně malé množství botrytického vína.